# Liste der Nummer-eins-Hits in Neuseeland (2016)
Dies ist eine Liste der Nummer-eins-Hits in Neuseeland im Jahr 2016. Sie basiert auf den offiziellen Single und Albums Top 40, die im Auftrag von Recorded Music NZ, dem neuseeländischen Vertreter der IFPI, ermittelt werden.

## Singles
| ← 2015 ← | Liste der Nummer-eins-Hits in Neuseeland | Liste der Nummer-eins-Hits in Neuseeland | Liste der Nummer-eins-Hits in Neuseeland | 2017 →                    |
| \| Zeitraum \| Wo. ges. \| Interpret \| Titel Autor(en) \| Zusätzliche Informationen \| \| (Zeitraum, Wochen auf Platz eins, Interpret, Titel, Autor[en], zusätzliche Informationen) \| \| \| \| \| \| ----------------------------------------------------------------------------------------- \| -------- \| ------------------------------------ \| ------------------------------------------------------------------------------------------------------------------------------------------------ \| ------------------------- \| \| 7. Dezember 2015 – 14. Februar 2016 10 Wochen \| 10 \| Justin Bieber \| Love Yourself Ed Sheeran, Benjamin Levin, Justin Bieber \| – \| \| 15. Februar 2016 – 21. Februar 2016 1 Woche \| 1 \| Zayn \| Pillowtalk Zayn Malik, Levi Lennox, Anthony Hannides, Michael Hannides, Joe Garrett \| – \| \| 22. Februar 2016 – 17. April 2016 8 Wochen \| 8 \| Lukas Graham \| 7 Years Lukas Forchhammer, Morten Ristorp, Stefan Forrest, Morten Pilegaard \| – \| \| 18. April 2016 – 1. Mai 2016 2 Wochen \| 2 \| Fifth Harmony feat. Ty Dolla $ign \| Work from Home Joshua Coleman, Jude Demorest, Tyrone Griffin, Jr., Alexander Izquierdo, Brian Lee \| – \| \| 2. Mai 2016 – 31. Juli 2016 13 Wochen \| 13 \| Drake feat. WizKid & Kyla \| One Dance Aubrey Drake Graham, Paul Jefferies, Noah Shebib, Logan Sama, Ayodeji Ibrahim Balogun, Themba Sekowe, Kyla Reid, Errol Reid, Luke Reid \| – \| \| 1. August 2016 – 28. August 2016 4 Wochen \| 4 \| Major Lazer feat. Justin Bieber & Mø \| Cold Water Ed Sheeran, Benjamin Levin, Karen Marie Ørsted, Thomas Pentz, Justin Bieber, Jamie Scott, Philip Meckseper, Henry Allen \| – \| \| 29. August 2016 – 23. Oktober 2016 8 Wochen \| 8 \| The Chainsmokers feat. Halsey \| Closer Andrew Taggart, Ashley Frangipane, Shaun Frank, Frederic Kennett, Isaac Slade, Joe King \| – \| \| 24. Oktober 2016 – 6. November 2016 2 Wochen (insgesamt 5) \| 5 \| The Weeknd feat. Daft Punk \| Starboy Abel Tesfaye, Guy-Manuel de Homem-Christo, Thomas Bangalter, Martin McKinney, Henry Walter, Jason Quenneville \| – \| \| 7. November 2016 – 27. November 2016 3 Wochen \| 3 \| James Arthur \| Say You Won’t Let Go James Arthur, Neil Ormandy, Steven Solomon, Aodhán Dorrian \| – \| \| 28. November 2016 – 4. Dezember 2016 1 Woche \| 1 \| Rae Sremmurd feat. Gucci Mane \| Black Beatles Khalif Brown, Aaquil Brown, Radric Davis, Michael Williams \| – \| \| 5. Dezember 2016 – 25. Dezember 2016 3 Wochen (insgesamt 5) \| 5 \| The Weeknd feat. Daft Punk \| Starboy Abel Tesfaye, Guy-Manuel de Homem-Christo, Thomas Bangalter, Martin McKinney, Henry Walter, Jason Quenneville \| – \| \| 26. Dezember 2016 – 1. Januar 2017 1 Woche \| 1 \| Bruno Mars \| 24K Magic Bruno Mars, Christopher Brody Brown, Philip Lawrence \| – \| |                                          |                                          | |                           |
| ← 2015 |                                          |                                          | | → 2017 →                  |
| Zeitraum | Wo. ges.                                 | Interpret                                | Titel Autor(en) | Zusätzliche Informationen |
| (Zeitraum, Wochen auf Platz eins, Interpret, Titel, Autor[en], zusätzliche Informationen) |                                          |                                          | |                           |
| 7. Dezember 2015 – 14. Februar 2016 10 Wochen | 10                                       | Justin Bieber                            | Love Yourself Ed Sheeran, Benjamin Levin, Justin Bieber                                                                                          | –                         |
| 15. Februar 2016 – 21. Februar 2016 1 Woche | 1                                        | Zayn                                     | Pillowtalk Zayn Malik, Levi Lennox, Anthony Hannides, Michael Hannides, Joe Garrett                                                              | –                         |
| 22. Februar 2016 – 17. April 2016 8 Wochen | 8                                        | Lukas Graham                             | 7 Years Lukas Forchhammer, Morten Ristorp, Stefan Forrest, Morten Pilegaard                                                                      | –                         |
| 18. April 2016 – 1. Mai 2016 2 Wochen | 2                                        | Fifth Harmony feat. Ty Dolla $ign        | Work from Home Joshua Coleman, Jude Demorest, Tyrone Griffin, Jr., Alexander Izquierdo, Brian Lee                                                | –                         |
| 2. Mai 2016 – 31. Juli 2016 13 Wochen | 13                                       | Drake feat. WizKid & Kyla                | One Dance Aubrey Drake Graham, Paul Jefferies, Noah Shebib, Logan Sama, Ayodeji Ibrahim Balogun, Themba Sekowe, Kyla Reid, Errol Reid, Luke Reid | –                         |
| 1. August 2016 – 28. August 2016 4 Wochen | 4                                        | Major Lazer feat. Justin Bieber & Mø     | Cold Water Ed Sheeran, Benjamin Levin, Karen Marie Ørsted, Thomas Pentz, Justin Bieber, Jamie Scott, Philip Meckseper, Henry Allen               | –                         |
| 29. August 2016 – 23. Oktober 2016 8 Wochen | 8                                        | The Chainsmokers feat. Halsey            | Closer Andrew Taggart, Ashley Frangipane, Shaun Frank, Frederic Kennett, Isaac Slade, Joe King                                                   | –                         |
| 24. Oktober 2016 – 6. November 2016 2 Wochen (insgesamt 5) | 5                                        | The Weeknd feat. Daft Punk               | Starboy Abel Tesfaye, Guy-Manuel de Homem-Christo, Thomas Bangalter, Martin McKinney, Henry Walter, Jason Quenneville                            | –                         |
| 7. November 2016 – 27. November 2016 3 Wochen | 3                                        | James Arthur                             | Say You Won’t Let Go James Arthur, Neil Ormandy, Steven Solomon, Aodhán Dorrian                                                                  | –                         |
| 28. November 2016 – 4. Dezember 2016 1 Woche | 1                                        | Rae Sremmurd feat. Gucci Mane            | Black Beatles Khalif Brown, Aaquil Brown, Radric Davis, Michael Williams                                                                         | –                         |
| 5. Dezember 2016 – 25. Dezember 2016 3 Wochen (insgesamt 5) | 5                                        | The Weeknd feat. Daft Punk               | Starboy Abel Tesfaye, Guy-Manuel de Homem-Christo, Thomas Bangalter, Martin McKinney, Henry Walter, Jason Quenneville                            | –                         |
| 26. Dezember 2016 – 1. Januar 2017 1 Woche | 1                                        | Bruno Mars                               | 24K Magic Bruno Mars, Christopher Brody Brown, Philip Lawrence                                                                                   | –                         |

## Alben
| ← 2015 ← | Liste der Nummer-eins-Hits in Neuseeland | Liste der Nummer-eins-Hits in Neuseeland | Liste der Nummer-eins-Hits in Neuseeland                                | 2017 →                    |
| \| Zeitraum \| Wo. ges. \| Interpret \| Titel \| Zusätzliche Informationen \| \| (Zeitraum, Wochen auf Platz eins, Interpret, Titel, zusätzliche Informationen) \| \| \| \| \| \| ------------------------------------------------------------------------------ \| -------- \| --------------------------- \| ----------------------------------------------------------------------- \| ------------------------- \| \| 30. November 2015 – 17. Januar 2016 7 Wochen (insgesamt 10) \| 10 \| Adele \| 25 \| – \| \| 18. Januar 2016 – 31. Januar 2016 2 Wochen \| 2 \| David Bowie \| Blackstar \| – \| \| 1. Februar 2016 – 14. Februar 2016 2 Wochen (insgesamt 10) \| 10 \| Adele \| 25 \| – \| \| 15. Februar 2016 – 6. März 2016 3 Wochen (insgesamt 4) \| 4 \| David Bowie \| Nothing Has Changed – The Best Of \| – \| \| 7. März 2016 – 13. März 2016 1 Woche \| 1 \| The 1975 \| I Like It When You Sleep, for You Are So Beautiful Yet So Unaware of It \| – \| \| 14. März 2016 – 20. März 2016 1 Woche (insgesamt 4) \| 4 \| David Bowie \| Nothing Has Changed – The Best Of \| – \| \| 21. März 2016 – 27. März 2016 1 Woche (insgesamt 8) \| 8 \| Sol3 Mio \| On Another Note \| – \| \| 28. März 2016 – 3. April 2016 1 Woche (insgesamt 10) \| 10 \| Adele \| 25 \| – \| \| 4. April 2016 – 10. April 2016 1 Woche \| 1 \| Zayn \| Mind of Mine \| – \| \| 11. April 2016 – 17. April 2016 1 Woche \| 1 \| Hollie Smith \| Water or Gold \| – \| \| 18. April 2016 – 24. April 2016 1 Woche \| 1 \| Deftones \| Gore \| – \| \| 25. April 2016 – 1. Mai 2016 1 Woche \| 1 \| Anika Moa \| Songs for Bubbas 2 \| – \| \| 2. Mai 2016 – 8. Mai 2016 1 Woche \| 1 \| Prince \| The Very Best of Prince \| – \| \| 9. Mai 2016 – 15. Mai 2016 1 Woche (insgesamt 2) \| 2 \| Drake \| Views \| – \| \| 16. Mai 2016 – 29. Mai 2016 2 Wochen \| 2 \| Beyoncé \| Lemonade \| – \| \| 30. Mai 2016 – 5. Juni 2016 1 Woche \| 1 \| Ariana Grande \| Dangerous Woman \| – \| \| 6. Juni 2016 – 12. Juni 2016 1 Woche \| 1 \| Flume \| Skin \| – \| \| 13. Juni 2016 – 26. Juni 2016 2 Wochen \| 2 \| Prince \| The Hits/The B-Sides \| – \| \| 27. Juni 2016 – 3. Juli 2016 1 Woche \| 1 \| Red Hot Chili Peppers \| The Getaway \| – \| \| 4. Juli 2016 – 31. Juli 2016 4 Wochen \| 4 \| Broods \| Conscious \| – \| \| 1. August 2016 – 7. August 2016 1 Woche \| 1 \| Aaradhna \| Brown Girl \| – \| \| 8. August 2016 – 14. August 2016 1 Woche (insgesamt 2) \| 2 \| Drake \| Views \| – \| \| 15. August 2016 – 28. August 2016 2 Wochen (insgesamt 5) \| 5 \| Various Artists \| Suicide Squad: The Album \| – \| \| 29. August 2016 – 4. September 2016 1 Woche \| 1 \| Frank Ocean \| Blonde \| – \| \| 5. September 2016 – 18. September 2016 2 Wochen (insgesamt 5) \| 5 \| Various Artists \| Suicide Squad: The Album \| – \| \| 19. September 2016 – 25. September 2016 1 Woche \| 1 \| Nick Cave and the Bad Seeds \| Skeleton Tree \| – \| \| 26. September 2016 – 2. Oktober 2016 1 Woche (insgesamt 5) \| 5 \| Various Artists \| Suicide Squad: The Album \| – \| \| 3. Oktober 2016 – 9. Oktober 2016 1 Woche \| 1 \| Passenger \| Young as the Morning, Old as the Sea \| – \| \| 10. Oktober 2016 – 16. Oktober 2016 1 Woche \| 1 \| Bon Iver \| 22, a Million \| – \| \| 17. Oktober 2016 – 23. Oktober 2016 1 Woche \| 1 \| Green Day \| Revolution Radio \| – \| \| 24. Oktober 2016 – 30. Oktober 2016 1 Woche \| 1 \| Kings of Leon \| WALLS \| – \| \| 31. Oktober 2016 – 6. November 2016 1 Woche \| 1 \| Leonard Cohen \| You Want It Darker \| – \| \| 7. November 2016 – 13. November 2016 1 Woche \| 1 \| The Koi Boys \| Meant to Be \| – \| \| 14. November 2016 – 20. November 2016 1 Woche \| 1 \| Prince Tui Teka \| E Ipo: The Very Best Of \| – \| \| 21. November 2016 – 27. November 2016 1 Woche \| 1 \| Devilskin \| Be Like the River \| – \| \| 28. November 2016 – 4. Dezember 2016 1 Woche \| 1 \| Metallica \| Hardwired... to Self-Destruct \| – \| \| 5. Dezember 2016 – 1. Januar 2017 4 Wochen (insgesamt 16) \| 16 \| Michael Bublé \| Christmas \| – \| |                                          |                                          |                                                                         |                           |
| ← 2015 |                                          |                                          |                                                                         | → 2017 →                  |
| Zeitraum | Wo. ges.                                 | Interpret                                | Titel                                                                   | Zusätzliche Informationen |
| (Zeitraum, Wochen auf Platz eins, Interpret, Titel, zusätzliche Informationen) |                                          |                                          |                                                                         |                           |
| 30. November 2015 – 17. Januar 2016 7 Wochen (insgesamt 10) | 10                                       | Adele                                    | 25                                                                      | –                         |
| 18. Januar 2016 – 31. Januar 2016 2 Wochen | 2                                        | David Bowie                              | Blackstar                                                               | –                         |
| 1. Februar 2016 – 14. Februar 2016 2 Wochen (insgesamt 10) | 10                                       | Adele                                    | 25                                                                      | –                         |
| 15. Februar 2016 – 6. März 2016 3 Wochen (insgesamt 4) | 4                                        | David Bowie                              | Nothing Has Changed – The Best Of                                       | –                         |
| 7. März 2016 – 13. März 2016 1 Woche | 1                                        | The 1975                                 | I Like It When You Sleep, for You Are So Beautiful Yet So Unaware of It | –                         |
| 14. März 2016 – 20. März 2016 1 Woche (insgesamt 4) | 4                                        | David Bowie                              | Nothing Has Changed – The Best Of                                       | –                         |
| 21. März 2016 – 27. März 2016 1 Woche (insgesamt 8) | 8                                        | Sol3 Mio                                 | On Another Note                                                         | –                         |
| 28. März 2016 – 3. April 2016 1 Woche (insgesamt 10) | 10                                       | Adele                                    | 25                                                                      | –                         |
| 4. April 2016 – 10. April 2016 1 Woche | 1                                        | Zayn                                     | Mind of Mine                                                            | –                         |
| 11. April 2016 – 17. April 2016 1 Woche | 1                                        | Hollie Smith                             | Water or Gold                                                           | –                         |
| 18. April 2016 – 24. April 2016 1 Woche | 1                                        | Deftones                                 | Gore                                                                    | –                         |
| 25. April 2016 – 1. Mai 2016 1 Woche | 1                                        | Anika Moa                                | Songs for Bubbas 2                                                      | –                         |
| 2. Mai 2016 – 8. Mai 2016 1 Woche | 1                                        | Prince                                   | The Very Best of Prince                                                 | –                         |
| 9. Mai 2016 – 15. Mai 2016 1 Woche (insgesamt 2) | 2                                        | Drake                                    | Views                                                                   | –                         |
| 16. Mai 2016 – 29. Mai 2016 2 Wochen | 2                                        | Beyoncé                                  | Lemonade                                                                | –                         |
| 30. Mai 2016 – 5. Juni 2016 1 Woche | 1                                        | Ariana Grande                            | Dangerous Woman                                                         | –                         |
| 6. Juni 2016 – 12. Juni 2016 1 Woche | 1                                        | Flume                                    | Skin                                                                    | –                         |
| 13. Juni 2016 – 26. Juni 2016 2 Wochen | 2                                        | Prince                                   | The Hits/The B-Sides                                                    | –                         |
| 27. Juni 2016 – 3. Juli 2016 1 Woche | 1                                        | Red Hot Chili Peppers                    | The Getaway                                                             | –                         |
| 4. Juli 2016 – 31. Juli 2016 4 Wochen | 4                                        | Broods                                   | Conscious                                                               | –                         |
| 1. August 2016 – 7. August 2016 1 Woche | 1                                        | Aaradhna                                 | Brown Girl                                                              | –                         |
| 8. August 2016 – 14. August 2016 1 Woche (insgesamt 2) | 2                                        | Drake                                    | Views                                                                   | –                         |
| 15. August 2016 – 28. August 2016 2 Wochen (insgesamt 5) | 5                                        | Various Artists                          | Suicide Squad: The Album                                                | –                         |
| 29. August 2016 – 4. September 2016 1 Woche | 1                                        | Frank Ocean                              | Blonde                                                                  | –                         |
| 5. September 2016 – 18. September 2016 2 Wochen (insgesamt 5) | 5                                        | Various Artists                          | Suicide Squad: The Album                                                | –                         |
| 19. September 2016 – 25. September 2016 1 Woche | 1                                        | Nick Cave and the Bad Seeds              | Skeleton Tree                                                           | –                         |
| 26. September 2016 – 2. Oktober 2016 1 Woche (insgesamt 5) | 5                                        | Various Artists                          | Suicide Squad: The Album                                                | –                         |
| 3. Oktober 2016 – 9. Oktober 2016 1 Woche | 1                                        | Passenger                                | Young as the Morning, Old as the Sea                                    | –                         |
| 10. Oktober 2016 – 16. Oktober 2016 1 Woche | 1                                        | Bon Iver                                 | 22, a Million                                                           | –                         |
| 17. Oktober 2016 – 23. Oktober 2016 1 Woche | 1                                        | Green Day                                | Revolution Radio                                                        | –                         |
| 24. Oktober 2016 – 30. Oktober 2016 1 Woche | 1                                        | Kings of Leon                            | WALLS                                                                   | –                         |
| 31. Oktober 2016 – 6. November 2016 1 Woche | 1                                        | Leonard Cohen                            | You Want It Darker                                                      | –                         |
| 7. November 2016 – 13. November 2016 1 Woche | 1                                        | The Koi Boys                             | Meant to Be                                                             | –                         |
| 14. November 2016 – 20. November 2016 1 Woche | 1                                        | Prince Tui Teka                          | E Ipo: The Very Best Of                                                 | –                         |
| 21. November 2016 – 27. November 2016 1 Woche | 1                                        | Devilskin                                | Be Like the River                                                       | –                         |
| 28. November 2016 – 4. Dezember 2016 1 Woche | 1                                        | Metallica                                | Hardwired... to Self-Destruct                                           | –                         |
| 5. Dezember 2016 – 1. Januar 2017 4 Wochen (insgesamt 16) | 16                                       | Michael Bublé                            | Christmas                                                               | –                         |

## Jahreshitparaden
| ← 2015 ← | Liste der Nummer-eins-Hits in Neuseeland | Liste der Nummer-eins-Hits in Neuseeland      | Liste der Nummer-eins-Hits in Neuseeland | 2017 →   |
| \| Singles \| Position# \| Alben \| \| -------------------------------------------------------------------------------------------------------------------------------------------------------------------------- \| --------- \| --------------------------------------------- \| \| One Dance Drake feat. WizKid & Kyla Aubrey Drake Graham, Paul Jefferies, Noah Shebib, Logan Sama, Ayodeji Ibrahim Balogun, Themba Sekowe, Kyla Reid, Errol Reid, Luke Reid \| 1 \| 25 Adele \| \| 7 Years Lukas Graham Lukas Forchhammer, Morten Ristorp, Stefan Forrest, Morten Pilegaard \| 2 \| Purpose Justin Bieber \| \| Love Yourself Justin Bieber Ed Sheeran, Benjamin Levin, Justin Bieber \| 3 \| x - Wembley Edition Ed Sheeran \| \| Never Be like You Flume feat. Kai Harley Streten, Alessia De Gasperis Brigante, Geoffrey Patrick Earley \| 4 \| Nothing Has Changed – The Best Of David Bowie \| \| Closer The Chainsmokers feat. Halsey Andrew Taggart, Ashley Frangipane, Shaun Frank, Frederic Kennett, Isaac Slade, Joe King \| 5 \| Christmas Michael Bublé \| \| Don’t Let Me Down The Chainsmokers feat. Daya Andrew Taggart, Emily Warren, Scott Harris \| 6 \| Blackstar David Bowie \| \| Sorry Justin Bieber , Julia Michaels, Justin Tranter, Sonny Moore, Michael Tucker \| 7 \| Views Drake \| \| Cheap Thrills Sia feat. Sean Paul Sia Furler, Greg Kurstin, Sean Paul Henriques \| 8 \| Blurryface Twenty One Pilots \| \| Fast Car Jonas Blue feat. Dakota Tracy Chapman \| 9 \| Lemonade Beyoncé \| \| This Is What You Came For Calvin Harris feat. Rihanna Calvin Harris, Taylor Swift \| 10 \| Nine Track Mind Charlie Puth \| |                                          |                                               |                                          |          |
| ← 2015 |                                          |                                               |                                          | → 2017 → |
| Singles | Position#                                | Alben                                         |                                          |          |
| One Dance Drake feat. WizKid & Kyla Aubrey Drake Graham, Paul Jefferies, Noah Shebib, Logan Sama, Ayodeji Ibrahim Balogun, Themba Sekowe, Kyla Reid, Errol Reid, Luke Reid | 1                                        | 25 Adele                                      |                                          |          |
| 7 Years Lukas Graham Lukas Forchhammer, Morten Ristorp, Stefan Forrest, Morten Pilegaard | 2                                        | Purpose Justin Bieber                         |                                          |          |
| Love Yourself Justin Bieber Ed Sheeran, Benjamin Levin, Justin Bieber | 3                                        | x - Wembley Edition Ed Sheeran                |                                          |          |
| Never Be like You Flume feat. Kai Harley Streten, Alessia De Gasperis Brigante, Geoffrey Patrick Earley | 4                                        | Nothing Has Changed – The Best Of David Bowie |                                          |          |
| Closer The Chainsmokers feat. Halsey Andrew Taggart, Ashley Frangipane, Shaun Frank, Frederic Kennett, Isaac Slade, Joe King | 5                                        | Christmas Michael Bublé                       |                                          |          |
| Don’t Let Me Down The Chainsmokers feat. Daya Andrew Taggart, Emily Warren, Scott Harris | 6                                        | Blackstar David Bowie                         |                                          |          |
| Sorry Justin Bieber , Julia Michaels, Justin Tranter, Sonny Moore, Michael Tucker | 7                                        | Views Drake                                   |                                          |          |
| Cheap Thrills Sia feat. Sean Paul Sia Furler, Greg Kurstin, Sean Paul Henriques | 8                                        | Blurryface Twenty One Pilots                  |                                          |          |
| Fast Car Jonas Blue feat. Dakota Tracy Chapman | 9                                        | Lemonade Beyoncé                              |                                          |          |
| This Is What You Came For Calvin Harris feat. Rihanna Calvin Harris, Taylor Swift | 10                                       | Nine Track Mind Charlie Puth                  |                                          |          |